# Hürriyet, Çarşamba
Hürriyet là một thị trấn thuộc huyện Çarşamba, tỉnh Samsun, Thổ Nhĩ Kỳ. Dân số thời điểm năm 2010 là 1.959 người.